# Ciocănești (gmina w okręgu Dymbowica)
Ciocănești – gmina w południowej Rumunii, w okręgu Dymbowica.
W skład gminy wchodzi 5 miejscowości: Ciocănești, Crețu, Decindea, Urziceanca i Vizurești. Według stanu na rok 2011 liczyła 5571 mieszkańców, zaś w roku 2021 jej liczebność wynosiła 5286 mieszkańców.